# Polverigi

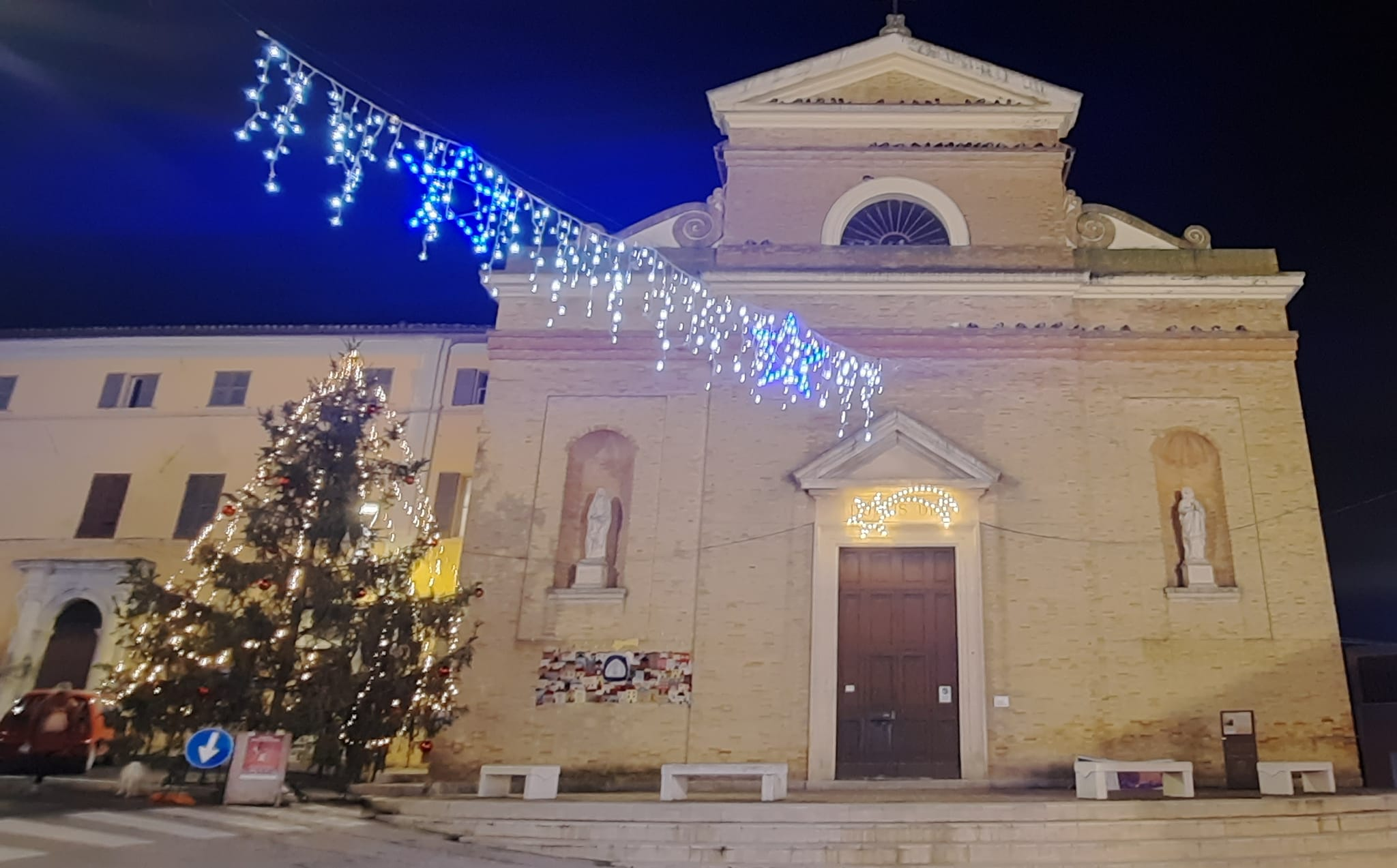
Chiesa parrocchiale di Sant'Antonino Martire, durante il periodo natalizio

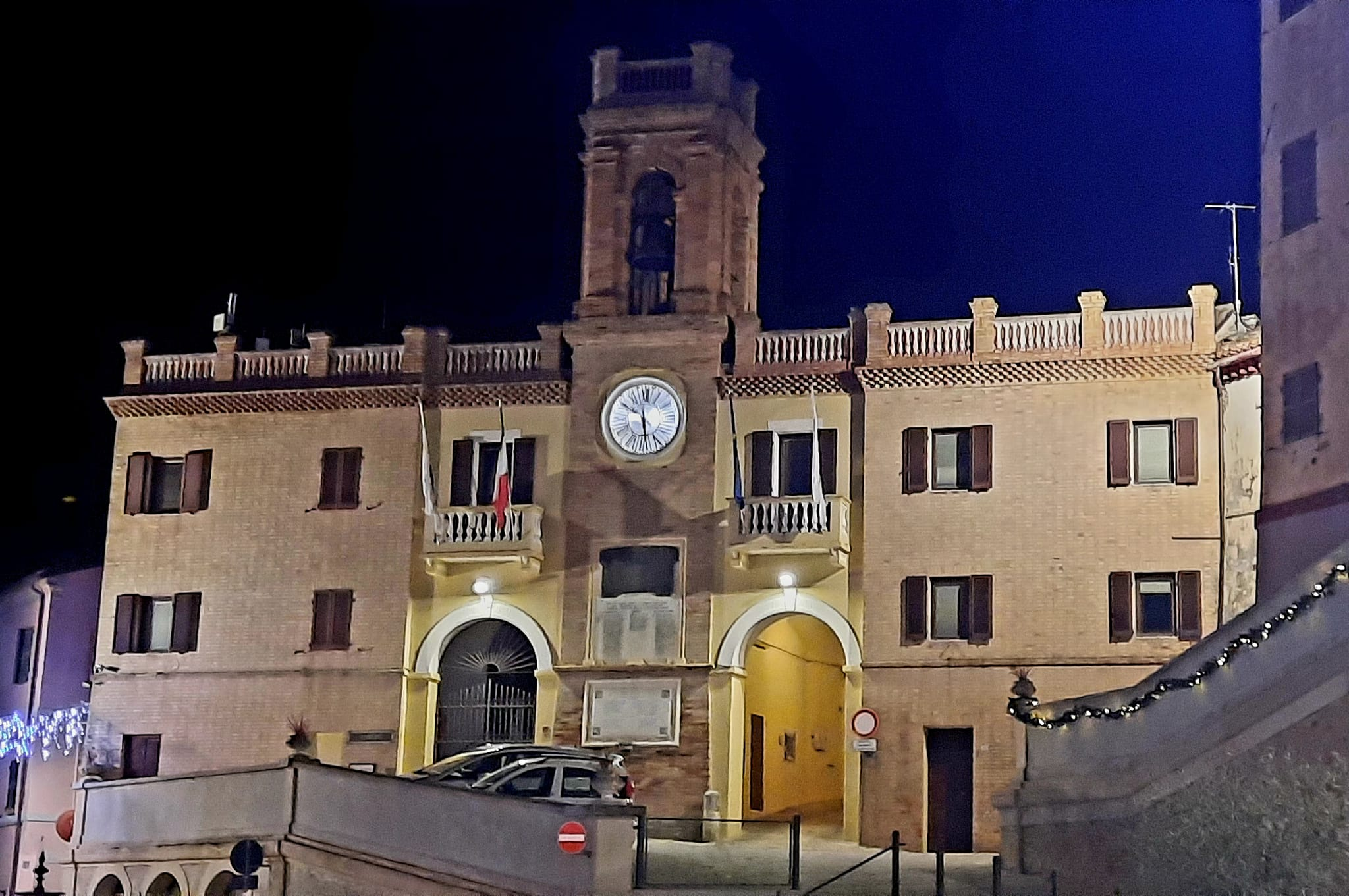
Palazzo Comunale

Polverigi è un comune italiano di 4 581 abitanti della provincia di Ancona nelle Marche.

## Geografia fisica
Situato nell'immediato entroterra anconetano fra dolci colline digradanti in un'ampia vallata, occupa una zona dedita da sempre all'agricoltura.

## Storia
Nei tempi antichi il paese era chiamato Pulverisium, a causa del terreno sabbioso e polveroso; era poco abitato, pieno di sterpaglie e fitte boscaglie meta designata di eremiti.
Verso l'anno 835 esisteva la parrocchia di San Damiano dei monaci Avellaniti. Dopo l'anno mille i monaci si trasferirono nell'attuale Polverigi dove fondarono la chiesa di Sant'Antonino, e nello stesso tempo iniziava la costruzione del "Castello", suffragato ciò dal ritrovamento d'una moneta del doge Falerio, ed un mattone recante incisa la data del 1141. L'edificazione terminò dopo il XII secolo, e proprio qui nel 1202 venne stipulato l'accordo di non belligeranza tra le città di Ancona, Osimo e Fermo. L'arco d'entrata con forma a volta, una volta munito di saracinesca e ponte levatoio, è tutto ciò che resta dell'antico castello, che ha visto le proprie mura, torri e merlature trasformate in case abitative.
Nel 1323 a causa delle frequenti guerriglie tra guelfi e ghibellini venne fatta strage della popolazione ed il paese fu spogliato dei propri beni ad opera di un avventuriero chiamato "Lo Schiavo". Per questi fatti successivamente preferì mettersi sotto la protezione di Ancona, con la quale ebbe sempre ottimi rapporti e fu a causa di questi che nel 1517 fu saccheggiata da Ludovico di Fermo durante la guerra del ducato di Urbino. In questo periodo Polverigi divenne uno dei circa venti castelli di Ancona.
Durante la seconda guerra mondiale, nel periodo dell'occupazione tedesca e della Repubblica Sociale Italiana, a Polverigi (e per qualche tempo nella vicina Offagna) la famiglia contadina dei Pigliapoco nascose e protesse dalla deportazione i quattro componenti della famiglia di ebrei milanesi dei Morpurgo, che essi conoscevano bene per essere i loro mezzadri. Per questo loro impegno di solidarietà, il 27 giugno 1995, l'Istituto Yad Vashem di Gerusalemme ha conferito ai coniugi Attilio e Lidia Pigliapoco l'alta onorificenza dei giusti tra le nazioni.

## Monumenti e luoghi d'interesse
- Chiesa del Sacramento (fino al 1828 dedicata a Santa Maria Maddalena): costruita nel XIV secolo, conserva ancora quegli elementi gotico-romanici con cui è stata costruita. Tra il XVII e XVIII secolo l'interno fu trasformato in stile barocco, anche se il pavimento ed il soffitto sono rimasti originali. All'interno sono molti affreschi, (ora in via di restauro) attribuibili a diversi pittori marchigiani, come una Madonna con Bambino e un Sant'Agostino forse dei primi anni del Quattrocento e un San Bernardo baroccheggiante. All'interno è anche una Madonna col Bambino e i Santi Maria Maddalena ed Agostino attribuibile ad Antonio Liberi da Faenza. La pala, non in buone condizioni anche a causa della tempera magra utilizzata, presenta nello sfondo a sinistra, una veduta di Polverigi e, in iscrizione, una data frammentaria probabilmente leggibile 1523.[7] Fra poco saranno portati a termine i lavori di restauro e la chiesa sarà anche adibita alla custodia di opere d'arte che provengono da altre chiese. Un tempo la chiesa faceva parte del parco comunale e di Villa Nappi, antica residenza ed oggi sede dell'Inteatro Festival. Infatti, mandati via gli Agostiniani nel periodo napoleonico, nel 1815 il complesso fu acquistato dai conti Nappi e successivamente, nel 1972, fu venduto al comune.

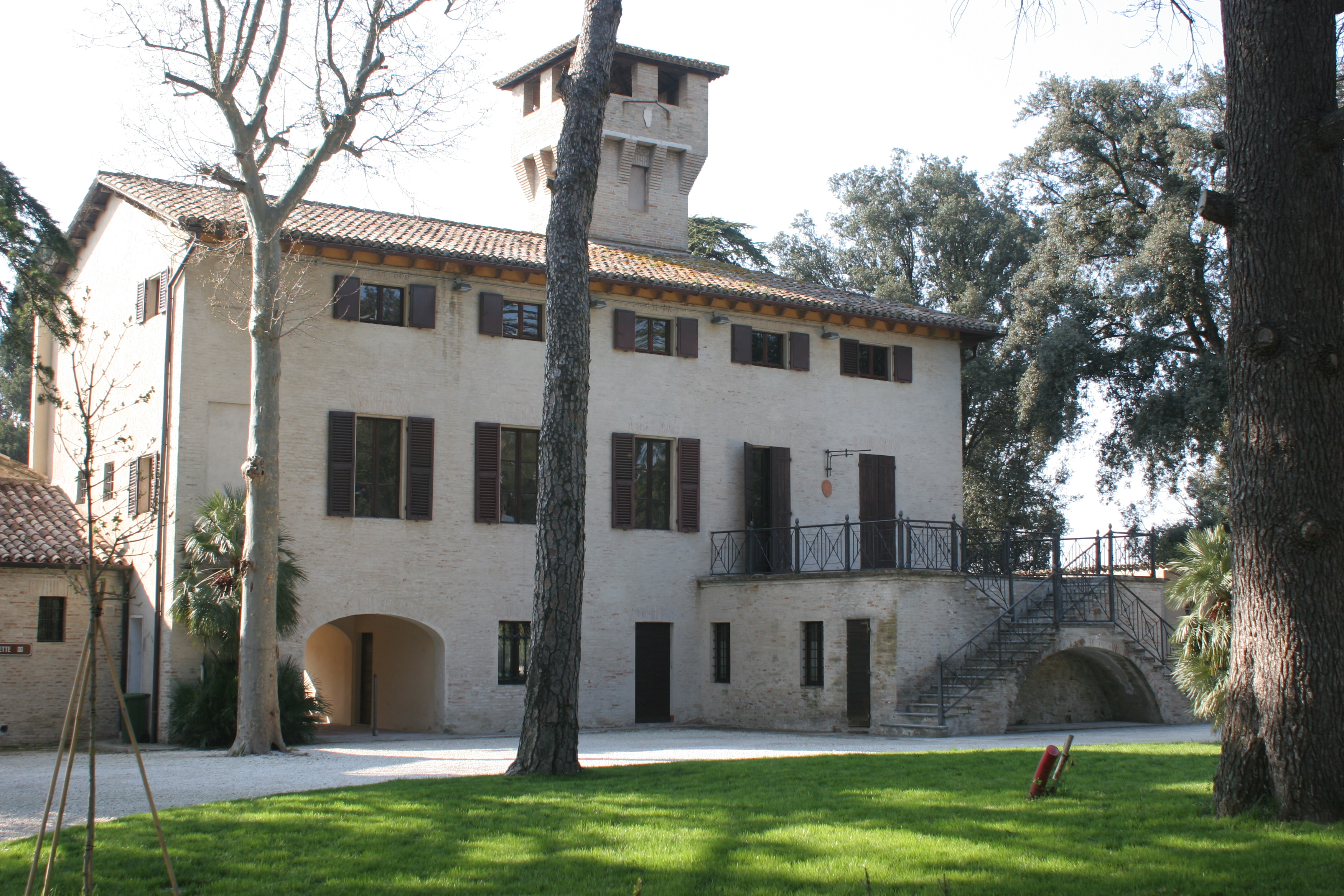
Villa Nappi

- Chiesa parrocchiale di Sant'Antonio: costruita a metà dell'Ottocento ed opera di G.B. Gabuzzi, custodisce un insigne dipinto di Ercole Ramazzani del 1583 iraffigurante la Deposizione dalla Croce.

- Nella sede municipale in una parete si trova un affresco rappresentante la Crocifissione, di scuola marchigiana del Quattrocento e recentemente attribuito a Giovanni Antonio Bellinzoni da Pesaro.

- Il Roccolo (che prende il nome dalla forma rotondeggiante) delimita il centro storico che un tempo fu quello che circondava con le mura il castello.

## Società

### Evoluzione demografica
Abitanti censiti

### Tradizioni e folclore
- La rassegna regionale della Passione lungo le vie del paese.
- Nell'unica frazione di Rustico la "festa della Pace", con mostra fotografica e di cartoline fra le due guerre, concerto bandistico e stand gastronomici.
- "Aspettando il maggio" con serenate e canti folcloristici.
- La "Notte delle Streghe", con le sue rievocazioni fantasiose, giochi, beveraggi e rifocillamenti vari.

## Cultura

### Teatro
- Inteatro Festival - Festival di Polverigi: nei primi giorni di luglio si svolge il festival internazionale di teatro contemporaneo con spettacoli, performance, conferenze e seminari riguardanti il tema del teatro.

## Economia
L'attività agricola produce cereali, frutta, ortaggi e viti, anche se negli ultimi periodi sono nate diverse aziende dedite al terziario e all'artigianato dove trova lavoro la popolazione locale.

## Amministrazione
| Periodo        | Periodo        | Primo cittadino   | Partito                         | Carica  | Note          |
| -------------- | -------------- | ----------------- | ------------------------------- | ------- | ------------- |
| 1975           | 1995           | Domenico Mancia   | Partito Socialista Italiano     | Sindaco | [ 9 ]         |
| 23 aprile 1995 | 11 giugno 2004 | Franco Balducci   | Lista civica di centro-sinistra | Sindaco | [ 10 ] [ 11 ] |
| 12 giugno 2004 | 25 maggio 2014 | Massimino Paesani | Lista civica Polverigi domani   | Sindaco | [ 12 ] [ 13 ] |
| 26 maggio 2014 | in carica      | Daniele Carnevali | Lista civica Polverigi domani   | Sindaco | [ 1 ]         |

## Sport

### Calcio
A Polverigi la squadra è unita a quella di Agugliano e formano l'Unione Sportiva Agugliano-Polverigi (U.S.A.P.) che disputa la Seconda Categoria.

### Pallavolo
Tris Volley è il nome della squadra femminile che svolge un'ampia attività giovanile in tutte le categorie.
La prima squadra ha disputato il campionato di serie B2 interregionale.